# Olympische Winterspiele 2022/Teilnehmer (Monaco)
| Gelbes Symbol für Goldmedaillen mit stilisierten Olympischen Ringen | Graues Symbol für Silbermedaillen mit stilisierten Olympischen Ringen | Braundes Symbol für Bronzemedaillen mit stilisierten Olympischen Ringen |
| ------------------------------------------------------------------- | --------------------------------------------------------------------- | ----------------------------------------------------------------------- |
| —                                                                   | —                                                                     | —                                                                       |

Das Fürstentum Monaco nahm an den Olympischen Winterspielen 2022 in Peking zum elften Mal in seiner Geschichte an Olympischen Winterspielen teil. Drei Athleten, alles Männer, wurden vom Comité Olympique Monégasque benannt, die in zwei Sportarten antraten. Fahnenträger war Arnaud Alessandria.

## Teilnehmer nach Sportarten

### Bob
| Athleten                | Wettbewerb | Lauf 1  | Lauf 1 | Lauf 2  | Lauf 2 | Lauf 3  | Lauf 3 | Lauf 4      | Lauf 4 | Gesamt      | Gesamt |
| Athleten                | Wettbewerb | Zeit    | Rang   | Zeit    | Rang   | Zeit    | Rang   | Zeit        | Rang   | Zeit        | Rang   |
| ----------------------- | ---------- | ------- | ------ | ------- | ------ | ------- | ------ | ----------- | ------ | ----------- | ------ |
| Männer                  |            |         |        |         |        |         |        |             |        |             |        |
| Rudy Rinaldi Boris Vain | Zweierbob  | 59,62 s | 9      | 59,90 s | 3      | 59,57 s | 4      | 1:00,05 min | 10     | 3:59,12 min | 6      |

### Ski Alpin
| Athleten           | Wettbewerbe | 1. Lauf     | 1. Lauf | 2. Lauf | 2. Lauf | Gesamt      | Gesamt |
| Athleten           | Wettbewerbe | Zeit        | Rang    | Zeit    | Rang    | Zeit        | Rang   |
| ------------------ | ----------- | ----------- | ------- | ------- | ------- | ----------- | ------ |
| Männer             |             |             |         |         |         |             |        |
| Arnaud Alessandria | Abfahrt     | —           | —       | —       | —       | 1:46,25 min | 29     |
| Arnaud Alessandria | Super-G     | —           | —       | —       | —       | 1:24,68 min | 31     |
| Arnaud Alessandria | Kombination | 1:45,79 min | 15      | 58,41 s | 16      | 2:44,20 min | 13     |